# Пихай, Мария Александровна
Пихай Мария Александровна (25 апреля 1928, Томский округ, Сибирский край — 8 апреля 2007, Кривой Рог, Днепропетровская область) — советская металлург, машинист-оператор поста управления прокатного стана Криворожского металлургического завода имени В. И. Ленина Министерства чёрной металлургии Украинской ССР. Герой Социалистического Труда (1971).

## Биография
Родилась 25 апреля 1928 года в Томском округе Сибирского края РСФСР. Член КПСС.
Трудовую деятельность начала на железнодорожной станции Долинская Кировоградской области Украинской ССР. В 1948—1956 годах работала на разных должностях, в том числе в службе движения. Работала в Долинском районном комитете комсомола.
Окончила Криворожский металлургический техникум. С 1956 года начала работать на металлургическом заводе «Криворожсталь». С момента пуска 1 августа 1956 года сортопрокатного цеха № 1 (СПЦ-1) работала оператором поста управления прокатного стана. В совершенстве овладела операторской профессией, обучала операторов для своего цеха.
30 марта 1971 года, Указом Президиума Верховного Совета СССР, Пихай Марии Александровне было присвоено звание Героя Социалистического Труда с вручением ордена Ленина и золотой медали «Серп и Молот».
С 1978 года на пенсии.
Новатор производства, инициатор проведения скоростных прокаток. Одна из лучших прокатчиц Советского Союза. Вела общественную работу, избиралась депутатом Криворожского городского совета. Находясь на пенсии, в течение 24 лет работала секретарём городского совета ветеранов на общественных началах.
Умерла 8 апреля 2007 года в Кривом Роге. Похоронена на Центральном кладбище Кривого Рога.

## Награды
- Орден «Знак Почёта» (22.03.1966);
- Почётный металлург СССР (1967);
- Заслуженный металлург УССР (1970).
- Медаль «Серп и Молот» (30.03.1971);
- Орден Ленина (30.03.1971).

## Память
- Имя на Стеле Героев в Кривом Роге.